# Maria-Laura Aga
Maria-Laura Aga (Hasselt, 23 juni 1994) is een Belgisch voetballer die uitkwam voor Standard Luik, PEC Zwolle en RSC Anderlecht.

## Carrière
Aga kwam in 2010 bij Standard Luik terecht. Met de club won ze tweemaal de landstitel, een Belgische Supercup, een BeNe SuperCup en de Beker van België. In 2012 maakte Aga de overstap van Standard naar het Nederlandse PEC Zwolle.

## Statistieken
| Seizoen | Club           | Land      | Competitie            | Wedstrijden | Doelpunten |
| ------- | -------------- | --------- | --------------------- | ----------- | ---------- |
| 2010/11 | Standard Luik  | België    | Eerste Klasse         | –           | –          |
| 2011/12 | Standard Luik  | België    | Eerste Klasse         | –           | –          |
| 2012/13 | PEC Zwolle     | Nederland | BeNe League Orange    | 13          | 0          |
| 2012/13 | PEC Zwolle     | Nederland | Women's BeNe League B | 10          | 0          |
| 2013/14 | RSC Anderlecht | België    | Women's BeNe League   | 0           | 0          |
| Totaal  | Totaal         | Totaal    | Totaal                | 23          | 0          |